# Генрик Ґабль
Генрик Ґабль, нім. Heinrich Gabel; |12 травня 1873, Бучач  30 липня 1910, Відень, Австро-Угорщина) — австро-угорський правник, громадсько-політичний діяч єврейського походження.

## Життєпис
Працював адвокатом у Львові. 1907 року обраний депутатом до австрійського парламенту від 60 сільського, змішаного округу (Бучач-Підгайці-Монастириська-Вишнівчик); заступником — Лонгин Цегельський, який став послом після його смерті в 1909 році.